# Sagaredjo
Sagarejo (en géorgien: საგარეჯო), est une ville géorgienne située en Kakhétie, à environ 60 km à l'est de Tbilissi sur l’autoroute S5. 

## Histoire
Mentionnée dès le XIe siècle sous le nom de Tvali, elle était le chef-lieu de la Kakhétie extérieure. Elle a pris son nom actuel en référence au monastère de David Garedja. Elle a obtenu le statut de ville en 1962.

## Population
En 2014, sa population s'élevait à 10 871 habitants.